# Åbne reoler
Åbne reoler er en dansk dokumentarfilm fra 1955 instrueret af Jørgen Storm-Petersen efter eget manuskript.

## Handling
En film om folkebiblioteket. Folkebibliotekernes bogsamlinger er åbne for alle, der vil læse, hvad enten det gælder oplysningsarbejde, studier, faglig uddannelse eller underholdning. Bøgerne udvælges fra den store bogflod, der stadig vælder ud over læseverdenen, og der lægges ved udvælgelsen vægt på kvalitet, aktualitet og alsidighed. Biblioteket kan virke overvældende på den nye låner, men filmen viser, at der er system i bøgernes opstilling, og at hver bog har sin ganske bestemte placering i systemet. Gennem kartoteker og andre hjælpemidler kan man finde frem til de bøger, man søger, og bibliotekarerne er rede til på alle måder at hjælpe og vejlede. Folkebiblioteket er ikke alene en samling bøger, men en levende institution med en alsidig virksomhed, der også vender udad.